# Istigobius
Istigobius – rodzaj ryb z rodziny babkowatych.

## Klasyfikacja
Gatunki zaliczane do tego rodzaju:

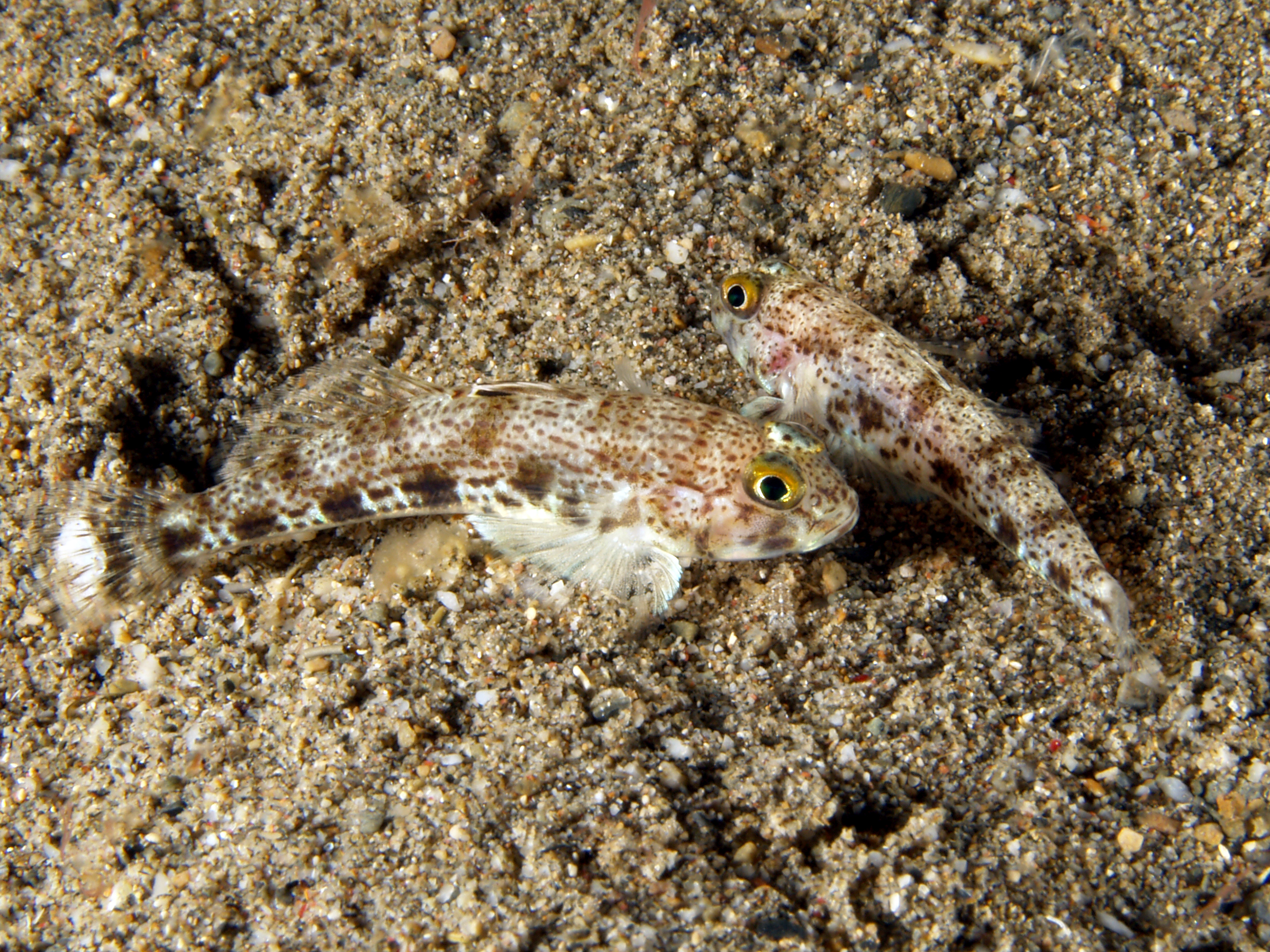
Istigobius campbelli
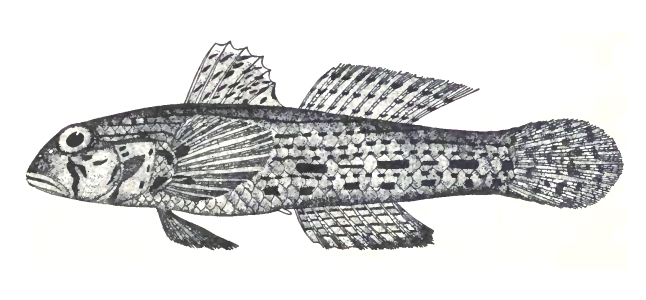
Istigobius decoratus
- Istigobius diadema
- Istigobius goldmanni
- Istigobius hoesei
- Istigobius hoshinonis
- Istigobius nigroocellatus
- Istigobius ornatus
- Istigobius rigilius
- Istigobius spence

- Istigobius nigroocellatus
- Istigobius ornatus